# Jerumelo
Jerumelo é uma aldeia da freguesia de Milharado, no concelho de Mafra. Possui 0,6 quilômetro quadrado e segundo censo de 2011, havia 368 habitantes.